# (300115) 2006 UG337
(300115) 2006 UG337 es un asteroide perteneciente al cinturón de asteroides, descubierto el 28 de octubre de 2006 por el equipo del Catalina Sky Survey desde el Catalina Sky Survey, Arizona, Estados Unidos.

## Designación y nombre
Designado provisionalmente como 2006 UG337.

## Características orbitales
2006 UG337 está situado a una distancia media del Sol de 3,100 ua, pudiendo alejarse hasta 4,131 ua y acercarse hasta 2,069 ua. Su excentricidad es 0,332 y la inclinación orbital 15,54 grados. Emplea 1993,75 días en completar una órbita alrededor del Sol.

## Características físicas
La magnitud absoluta de 2006 UG337 es 16,2.